# La Ferrière-Airoux
La Ferrière-Airoux är en kommun i departementet Vienne i regionen Nouvelle-Aquitaine i västra Frankrike. Kommunen ligger i kantonen Gençay som tillhör arrondissementet Montmorillon. År 2022 hade La Ferrière-Airoux 334 invånare.

## Befolkningsutveckling
Antalet invånare i kommunen La Ferrière-Airoux
| Referens: INSEE |